# Кузолр
Кузолр (фр. Cousolre) насеље је и општина у североисточној Француској у региону Север-Па д Кале, у департману Север која припада префектури Авне сир Елп.
По подацима из 2011. године у општини је живело 2374 становника, а густина насељености је износила 113,16 становника/km². Општина се простире на површини од 20,98 km². Налази се на средњој надморској висини од 67 метара (максималној 229 m, а минималној 143 m).

## Демографија
| 1962. | 1968. | 1975. | 1982. | 1990. | 1999. | 2011. |
| ----- | ----- | ----- | ----- | ----- | ----- | ----- |
| 2.936 | 3.004 | 2.894 | 2.632 | 2.471 | 2.362 | 2.374 |

График промене броја становника у току последњих година